# Hassan Ali Khayre
Hassan Ali Khaire (1968) é um ativista somali-norueguês, gerente, político e ex-primeiro ministro da Somália. Foi nomeado em 23 de fevereiro de 2017 pelo presidente da Somália Mohamed Abdullahi Mohamed e aprovado por unanimidade pelo Parlamento em 1 de março de 2017.
Khaire é um ex-executivo do ramo do petróleo. Foi diretor regional da instituição de caridade do Conselho Norueguês para Refugiados e atuou como diretor da empresa britânica de petróleo Soma Oil and Gas.

## Vida e educação
Hassan Ali Khaire nasceu na cidade central da Somália, Jacar Galgaduud, a cerca de 50 quilômetros de El Buur,  é de uma família da tribo Murusade, um ramo da tribo Hawiye. Ele se formou na escola primária e secundária em Mogadíscio. No início da guerra civil, Khaire mudou-se como refugiado para a Noruega em 1991, onde se matriculou na Universidade de Oslo em 1994. Tem dupla cidadania, Noruega e da Somália.
Depois de se formar em 1998 em ciências políticas e em sociologia, Khaire concluiu o MBA na Edinburgh Business School, a escola de administração de empresas da Universidade Heriot-Watt, em 2001.

## Vida profissional
Após a formatura, ele voltou para Oslo, onde começou a trabalhar com o Conselho Norueguês para os Refugiados (NRC) em 2002.
Khaire deixou brevemente a ONG por alguns anos para buscar empreendimentos comerciais, mas em 2006 ele retornou ao NRC como gerente de área. Permaneceu no NRC por mais 9 anos, tempo em que alcançou o cargo de diretor do condado e, eventualmente, ao diretor regional do Chifre da África. Em junho de 2012, quando Hassan Khaire era diretor regional do NRC, uma caravana do NRC foi atacada no nordeste do Quênia, informou o diário norueguês Verdens Gang. Um dos motoristas foi morto no local. Vários outros foram baleados e feridos. Um norueguês, um canadense e dois outros do Paquistão e das Filipinas foram acusados. Quatro dias depois, eles foram libertados por um grupo de milícias locais após um tiroteio dramático do outro lado da fronteira na Somália. O NRC, liderado por Hassan Khaire, foi considerado culpado de negligência grave em um tribunal norueguês por ter planejado mal a segurança. Hassan Khaire também esteve sob investigação por corrupção ao trabalhar para a empresa britânica Soma Oil, mas a investigação foi encerrada por falta de evidências, embora os investigadores tenham sustentado que ainda havia motivos para suspeitas.

## Soma Oil & Gas
Depois de quase uma década no campo das ONGs, Khaire passou para o setor público, ingressando na Soma Oil & Gas como Diretor Executivo pela África. De acordo com o site da empresa, Hassan Khaire está na empresa desde o seu início em 2013.
Em fevereiro de 2016, um memorando vazado, enviado por um órgão de fiscalização das Nações Unidas a diplomatas no Reino Unido e na Noruega, revelou que o diretor executivo da África na Soma Oil and Gas estava sob investigação pelo grupo de monitoramento das Nações Unidas para a Somália e Eritreia. laços com grupos extremistas na África Oriental, incluindo al-Shabaab, que assumiram a responsabilidade por uma série de ataques terroristas mortais na Somália. A carta da ONU, datada de 17 de fevereiro de 2016, mostrou que os investigadores levantaram preocupações sobre os possíveis vínculos de Khaire com grupos extremistas após obter sua "lista de contatos eletrônicos", que foi analisada com a cooperação de um estado membro não identificado da ONU. Todos mantiveram sua inocência desde o início e foram finalmente absolvidos pelos acusadores após escrutínio. O Grupo de Monitoramento da Eritreia e Somália (SEMG) da ONU disse que "não encontrou evidências confiáveis desses contatos e que, na ausência de novas informações recebidas pelo SEMG que demonstrem claramente esses ligações, consideramos agora que essa linha de investigação atingiu uma conclusão."
Em 23 de fevereiro de 2017, a Soma Oil & Gas anunciou em seu site a renúncia de Khaire como diretor executivo pela África.

## Primeiro Ministro
Em 23 de fevereiro de 2017, o presidente Mohamed anunciou no Twitter a nomeação de Khaire como o novo primeiro ministro da Somália. Antes de sua nomeação, Khaire nunca ocupou cargos públicos, embora, ao longo de sua carreira, tenha trabalhado com vários executivos de alto nível e funcionários do governo em várias áreas.
Em uma sessão realizada em 1 de março de 2017, os membros do Parlamento aprovaram a nomeação de Khaire como Primeiro Ministro, 231 dos deputados endossaram a seleção. Em 21 de março de 2017, Khaire agradeceu aos parlamentares por seu apoio. e apresentou a sua nomeação para os ministros do Gabinete da Somália, em 29 de março de 2017, foram aprovados pelo parlamento.
Ele também prometeu combater a corrupção processando indivíduos envolvidos, independentemente de sua posição, e presidiu sua primeira reunião oficial do Gabinete, lembrando aos Ministros reunidos suas e suas obrigações como estadistas, observando que o foco do governo deveria estar no fortalecimento do setor de segurança, acelerar a reforma institucional. Seu governo foi elogiado por combater a corrupção e reformar o Exército Nacional da Somália. Alguns governos regionais, no entanto, acusaram Khaire de violar a constituição federal.